# Хассе, Иоганн Адольф
Иоганн Адольф Хассе (нем. Johann Adolph Hasse; крещён 25 марта 1699, Бергедорф, близ Гамбурга — 16 декабря 1783, Венеция) — немецкий композитор, оперный певец и музыкальный педагог эпохи барокко и классицизма. Хассе, один из наиболее ярких представителей сентиментализма, одним из первых композиторов обратился к стилю рококо. Наибольшую известность получил как автор опер (на итальянском языке) и духовной музыки, внёс большой вклад в развитие оперы сериа, а также являлся одним из зачинателей жанра комической оперы (ещё до Перголези). Был другом известного поэта и либреттиста Пьетро Метастазио, писал оперы на его сюжеты.

## Биография
Хассе являлся продолжателем древней династии знаменитых немецких музыкантов. Мальчика крестили в Бергедорфе недалеко от Гамбурга, где его семья была церковными органистами на протяжении трех поколений: его прадед, Петер Хассе, был известным органистом, учеником Свелинка и стоял у истоков северогерманской органной школы, а дед, Николаус, также органист, развивал идеи отца и снискал общегерманскую известность. В отличие от своих предков Хассе наибольшую известность получил, как автор опер. Его музыкальная карьера также началась с оперы: в 1718 году юноша поступил тенором в Гамбургский Оперный театре на Гусином рынке. В 1719 году он стал капельмейстером в Брауншвейге, где созданием оперы «Антиох» в 1721 году начал деятельность в качестве композитора.

### «Il divino Sassone»
В 1722 году Хассе уехал в Италию и поселился в Неаполе, где учился у Никола Порпоры. Уже на заре своей карьеры Хассе внёс большой вклад в развитие оперы, среди прочего он стал одним из зачинателей жанра комической оперы (ещё до Перголези). В 1725 году в Неаполе была исполнена его серенада «Антоний и Клеопатра»; главные роли исполнили Карло Броски, более известный как Фаринелли и Виттория Тези. Успех этой работы не только принес Хассе множество заказов от оперных театров Неаполя, но также, по словам Йоханна Иоахима Кванца, привел Хассе к контакту с Алессандро Скарлатти, который стал его новым учителем и другом; Молодой композитор также несколько изменил свой стиль, и в некотором отношении отразил стиль Скарлатти. Популярность Хассе в Неаполе резко возросла, он получил ласковое прозвище «Il divino Sassone» («Божественный Саксонец») и в течение нескольких лет был очень загружен работой. В 1729 году композитор также представил публике популярную оперу-буффа La sorella amante («Любящая сестра»), а также несколько интермеццо и серенад.
В 1730 году Хассе женился на знаменитой оперной певице Фаустине Бордони. Он посетил Венецианский карнавал 1730 года, где его опера Артаксеркс с большим успехом была исполнена в театре Сан-Джованни-Кризостомо. По этому случаю либретто Метастазио было сильно переработано, главную партию взял на себя Фаринелли. Две свои арии из этой оперы он позже каждый вечер в течение десяти лет исполнял для Филиппа V Испанского.

### Дрезден и Венеция
В том же году композитор получил приглашение стать придворным капельмейстером в Дрездене, куда прибыл в июле следующего года. До июля 1731 года Хассе активно работал в Вене, руководя исполнением своей оратории «Даниил» при дворе Габсбургов. Вскоре после приезда пары в Дрезден Фаустина Хассе-Бордони выступила при дворе. В сентябре состоялась премьера оперы Хассе «Клеофида» (на основе сильно адаптированного текста Метастазио); возможно, что И. С. Бах присутствовал на спектакле; Карл Филипп Эммануэль утверждал, что примерно в это время Хассе и его отец стали хорошими друзьями. В это время для Дрезденского оркестра писали музыку такие композиторы как Зеленка, Телеман, Вивальди, Кванц и др. Этот пост он с отлучками в Италию занимал до 1764 года. Король Польши и курфюрст Саксонии Август II Сильный пожаловал Хассе титул королевского и курфюрстского капельмейстера В течение тридцати лет пребывания в должности хофкапельмейстера Хассе сформировал оперный коллектив, который получил славу лучшего оркестра Европы в одного из лучших ансамблей того времени. Помимо певцов во главе с Фаустиной Бордони, вновь организованный оркестр считался настолько образцовым, что Жан-Жак Руссо опубликовал план рассадки этого оркестра в свой статье для Энциклопедии, в качестве яркого примера. Королевский двор в Дрездене предоставил Хассе и его супруге полную свободу: они также могли развивать свои контакты в Италии. Для дрезденского периода задокументировано не менее пяти дальних поездок четы Хассе за границу (с ноября 1734 г. по январь 1737 г., с сентября 1738 г. до конца 1739 г., с апреля 1744 г. до конца лета 1745 г., с июля 1746 г. до начала января 1747 г. и в течение 1754 г). Центром этих поездок была Венеция, где Хассе в 1735 году купил дом.
В октябре Хассе уехал из Дрездена, чтобы поставить премьеры своих следующих опер в Турине и Риме, и в это время он также писал музыку для венецианских театров. К концу 1732 года Хассе снова прибыл в Неаполь, хотя и провел зиму в Венеции, где его «Сирой» впервые был исполнен в особенно роскошном стиле. В феврале 1733 года умер покровитель Хассе Август II Сильный. Поскольку двор погрузился в траур, Хассе разрешили остаться за границей. Многие из его духовных произведений, написанных для венецианских церквей, в частности, относятся к этому времени.
Большую часть 1734 года Хассе жил в Дрездене, но с 1735 по 1737 год он находился в Италии, в основном в Неаполе. Фаустина выступила в сентябре 1735 года на премьере «Тита Веспасиана» (еще одна адаптированное либретто Метастазио «Милосердия Тита») в Пезаро. Эта опера стала одним из наиболее известных музыкально-сценических произведений Хассе того периода, она неоднократно ставилась на сценах самых разных театров Европы и композитор по меньшей мере дважды серьезно ее перерабатывал: сначала в 1738 году для дрезденского представления, а затем 21 год спустя для постановки на сцене знаменитого неаполитанского театра Сан Карло. Примечательным представляется факт исполнения «Милосердия Тита» Хассе в Москве в апреле 1742 года на праздновании, устроенном по случаю коронации русского Тита императрицы Елизаветы Петровны.
Вернувшись к королевскому двору в Дрездене в 1737 году, Хассе написал пять новых опер, но когда двор переехал в Польшу осенью 1738 года, он и Фаустина вернулись в Венецию, где оба были чрезвычайно популярны. Следующее пребывание в Дрездене было между первыми месяцами 1740 года и январем 1744 года. В это время он переработал «Артаксеркса», сочинив новые арии для Фаустины, а также написал пару оригинальных интермеццо. В этот период Хассе решительно избегал комических опер, которые некогда писал одним из первых в Италли. Это, по-видимому, было связано с Фаустиной, которая боялась, что стиль пения, требуемый «оперой-буффа», повредит ее голосу и репутации.
Между зимой 1744 и концом лета 1745 Хассе находился в Италии, но затем на год вернулся в Дрезден. Фридрих Великий, увлеченный флейтист, посетил двор в декабре 1745 года, и вполне вероятно, что многие флейтовые сонаты и концерты Хассе, датируемые тем временем, были написаны для Фридриха. Король Пруссии также присутствовал на исполнении одной из опер Хассе, слушал его «Te Deum» и сам заказал исполнение оперы композитора «Арминио». Вскоре после того, как Хассе посетил Венецию и Мюнхен, он вернулся в Дрезден в июне 1747 года, чтобы поставить свою оперу «La spartana generosa», поставленную в то время в честь многочисленных королевских свадеб. В 1748 году Хассе исполнил две свои оперы Эций и Артаксеркс в наполовину законченном байройтском Markgräfliches Opernhaus. Это событие было приурочено к браку Елизаветы Байрейтской, дочери Вильгельмины Байрейтской. Женитьба принцессы Марии Жозефы Саксонской на французском дофине дала Хассе возможность отправиться в Париж летом 1750 года, где была поставлена его «Покинутая Дидона».

### Конкуренция с Порпорой
Был ли Хассе в Лондоне в конце 1734 года, когда в «Дворянской Опере» разразилась знаменитая ссора с Генделем, который прибыл на постановку его Артаксеркса, не доказано. Согласно некоторым источникам, Хассе отклонил приглашение в Лондон на том основании, что не хочет конкурировать с Генделем. Возможно, он также хотел избежать встречи с Порпорой, который, как говорят, был не в лучших отношениях с Хассе после необъяснимого инцидента во время студенческих дней Хассе в Неаполе.
Если Хассе действительно стремился избежать Порпоры, это стало невозможно, когда последний приехал в Дрезден в 1748 году и был немедленно назначен учителем пения у принцессы Марии Антонии и также получил пост капельмейстера. В результате между двумя дирижерами возникли гротескные споры: согласно некоторым утверждениям, Порпора обвинял Хассе в том, что тот написал арию Se tutti i mali miei в опере Демофонт намеренно составив её таким образом, чтобы не благоприятно показать голос ученицы Порпоры Реджины Минготти и обнажав ее вокальную слабость Как бы то ни было, в это время была «реструктурирована иерархия» в Дрезденском музыкальном сообществе: Никола Порпора был назван «капельмейстером», сам Хассе был повышен до «оберкапельмейстера» (7 января 1749 года), а Минготти стала любимицей публики среди поющих звезд Дрездена. Хассе окончательно утвердил свое преимущество и в начале 1752 года Порпора покинул Дрезден.

### Оберкапельмейстер при Дрезденском дворе
28 марта 1750 года Хассе представил свою последнюю ораторию «Преображение святого Августина» в капелле королевского дворца в Дрездене. Либретто, написанное герцогиней Марией Антонией Баварской (1724—1780), касается обращения грешника в святость было отредактировано Метастазио. За премьерой в Дрездене последовали многочисленные представления произведения в Лейпциге, Гамбурге, Мангейме, Падуе, Риме, Риге, Праге, Потсдаме и Берлине, что является свидетельством популярность произведения во второй половине XVIII века.
На карнавале 1751 года в Дрездене Фаустина Бардони-Хассе ушла со сцены. Хассе продолжал ставить новые оперы в течение десятилетия, в том числе постановку «Il re pastore» Метастазио, текст позже использованный Моцартом. В 1756 году Семилетняя война вынудила двор в Дрездене переехать в Варшаву, хотя сам Хассе жил в основном в Италии и путешествовал в Польшу исключительно для наблюдения за постановкой своих опер (если вообще ездил). Осенью 1760 года он переехал в Вену, где прожил следующие два года, вернувшись в Дрезден в 1763 году и обнаружив, что большая часть его дома разрушена, а музыкальный аппарат придворной оперы разбит. Главный покровитель Хассе в Дрездене, король Август III Саксонец умер вскоре после этого, а его преемник, который также быстро умер, счел сложные музыкальные мероприятия при дворе излишними. Хассе и Фаустине выплачивали зарплату за два года, но не пенсии.

### Вена и Венеция: последние годы
Из-за причинённого Семилетней войной Дрездену ущерба и падения интереса к музыке при саксонском дворе Хассе уехал в Вену, где в 1764 году прошла коронация Йозефа II. Торжественное мероприятие было отмечено исполнением сочинений Хассе Festa teatrale и Эгерии (снова написанных на либретто Метастазио). По большей части композитор оставался в Вене до 1773 года. Моцарт видел его, когда присутствовал на представлении своей «Партенопы» в сентябре 1767 года. Большинство опер Хассе, написанных в этот период, также были успешно поставлены в Неаполе. Он был фаворитом Марии Терезии, и можно утверждать, что он взял на себя работу «де-факто» придворного «капельмейстера». После триумфальной премьерой Piramo e Tisbe (сентябрь 1768 г.) Хассе намеревался уйти c оперной сцены, но Мария Тереза вынудила его написать новое произведение «Руджеро» (1771 г.), снова на метастазианское либретто. Сообщается, что в 1771 году, слушая оперу 15-летнего Моцарта «Асканио в Альбе» Хассе сделал пророческое замечание: «Этот мальчик заставит публику забыть нас всех».
В это время оперный стиль претерпевал значительные изменения, и модель «opera seria», которую установили Хассе и Метастазио, оказалась под угрозой реформ фон Глюка и Раньери де Кальзабиджи, заложенных в музыке и либретто оперы Орфей и Эвридика. Чарльз Берни, посетивший Вену в 1773 году, сообщил о дебатах.

Вечеринка среди поэтов, музыкантов и их приверженцев в Вене так же высока, как и везде. Можно сказать, что Метастазио и Хассе возглавляли одну из главных сект; и Кальсабиджи и Глюк другого. Первые, считая все нововведения шарлатанством, придерживаются древней формы музыкальной драмы, в которой поэт и музыкант требуют равного внимания публики; бард в речитативной и повествовательной частях; и композитор в ариях, дуэтах и хорах. Вторые полагаются больше на театральные эффекты, правильность характера, простоту слога и музыкального исполнения, чем на то, что они конструируют с помощью цветистых описаний, излишних сравнений, сентенционной и холодной морали, с одной стороны, с утомительными симфониями и длинными делениями. , с другой.:{{{1}}}
Обнаружив, что его музыка находится в осаде «авангардного» всплеска новых направлений, Хассе покинул Вену в 1773 году и провел последние десять лет своей жизни в Венеции, обучая и сочиняя духовные произведения. Его жена Фаустина умерла в ноябре 1781 года, а сам Хассе, после длительного периода страданий от артрита, чуть более чем через два года. После его смерти его сочинения почти полностью игнорировали, пока Ф. С. Кандлер не заплатил за его надгробие в Венеции, где он похоронен в Сан-Маркуола, и не написал биографию Хассе в 1820 году.

## Отношения с Метастазио
Дружба Хассе с Метастазио и его оценка формы искусства, созданной либреттистом, с годами росли. Несмотря на то, что все ранние тексты Метастазио были значительно изменены для постановок Хассе, Фридрих Великий и Франческо Альгаротти оказали влияние, уговорив композиторае отдавать большее уважение работам своего друга. В начале 1740-х он начал использовать новые метастазианские либретто неприспособленными, и его личные отношения с либреттистом также значительно улучшились примерно в это время. В одном из своих писем, датированном мартом 1744 года, Метастазио сделал следующий комментарий: «…никогда до сих пор мне не доводилось видеть его [Хассе] во всей его красе, но всегда оторванным от его многочисленных личных отношений таким образом, что он был подобен арии без инструментов; но теперь я вижу в нем отца, мужа и друга, качества, которые создают в нем замечательный союз с теми прочными основами способностей и хорошего поведения, за которые я буду лелеять его столько лет…»
В последующие годы Хассе переписал свои ранние работы, основанные на текстах Метастазио, на этот раз уделяя большое внимание первоначальному замыслу поэта, и в течение 1760-х годов, когда Метастазио писал новые тексты, Хассе, как правило, был первым композитором, который ставил по ним оперы. Берни оставил следующую заметку: «Эти поэт и музыкант — не что иное, как две половинки, как платоновский Андрогин, когда-то составлявший единое целое; поскольку они в равной степени обладают одинаковыми характерными чертами истинного гения, вкусом и рассудительностью; уместность, последовательность, ясность и точность — неотъемлемые спутники обоих…»

## Стиль и репутация
Стиль Хассе выделяется прежде всего лиризмом и чувством мелодии. Тщательный выбор тональности также был решающим в стиле Хассе, в то время как определенные эмоции обычно выражались лишь выбором темпа. Любовные чувства выражались в тональности Ля, а для выражения аристократического благородства Хассе использовал До и Си бемоль; с другой стороны, его сверхъестественная и внушающая страх музыка обычно входила в тональность до и фа минор. Большинство его арии начинаются с мажора, переключаясь на минор только в середине, прежде чем снова вернуться к мажору для «da capo». По мере развития карьеры композитора его арии становились все длиннее, но лирическое чувство по-прежнему оставалось его главной целью.
Несмотря на заявление Джованни Баттиста Манчини о том, что Хассе был "Отцом Музыки (padre della musica), и невзирая на огромную популярность композитора как деятеля серьезной итальянской оперы XVIII века, после смерти Хассе его музыка была практически забыта (за исключением некоторых культовых произведений, которые время от времени возрождались в Германии). Внимание к композитору возродилось в 1820 году после выхода его биографии, написанной Ф. С. Кандлером. Сегодня интерес к музыке Хассе необычайно возрос. В марте 2015 года Гамбурге был открыт Музей Иоганна Адольфа Хассе посвященный жизни и творчеству музыканта, вместе с музеями Г. Ф. Телеманна, К. Ф. Э. Баха, Й. Брамса, Г. Малера, Фанни и Феликса Мендельсонов образуют «Квартал композиторов» на Петерштрассе.

## Творческое наследие
Автор более 60 опер (писал примерно по 2 оперы в год), написал несколько ораторий, множество серенад, кантат и значительное количество музыкальных произведений духовной тематики. Он использовал либретто для своих опер, написанные известнейшими современниками, такими как Пьетро Метастазио, Апостоло Дзено, Стефано Паллавичини, Джованни Пасквини и др. Также композитор написал большое количество камерно-инструментальных произведений, в их числе около 80 концертов для флейты, сонаты, симфонии. Значительная часть произведений была утеряна в ходе Семилетней войны и бомбардировки Дрездена союзниками во время Второй мировой войны.

## Список произведений

### Оратории[12]
- 1730, вторая версия 1759 S. Petrus et S. Maria Magdalena
- 1731 Daniello, текст Апостоло Дзено
- 1734 Il cantico de' tre fanciulli, текст: Стефано Бенедетто Паллавичини
- 1736 Serpentes Ignei in deserto (Le Serpe nell’Deserto), текст: Бонавентура Бономо
- 1737 Le Virtù appié della Croce, текст Стефано Бенедетто Паллавичини
- 1741 Giuseppe riconosciuto, текст: Пьетро Метастазио
- 1742 I pellegrini al sepolcro di nostro redentore, текст Стефано Бенедетто Паллавичини
- 1744 La Deposizione della Croce, текст: Стефано Бенедетто Паллавичини
- 1744 Ci’l un parantê und parsol scelopgrini, текст Стефано Бенедетто Паллавичини
- 1745 La Caduta di Gerico, текст Джованни Клаудио Пасквини
- 1747, вторая версия 1772 Santa Elena al Calvario, текст Пьетро Метастазио
- 1750 La conversione di Sant' Agostino, текст Марии Антонии Вальпургис Саксонской

### Церковная музыка
- Beatus vir
- Confitebor tibi, Фа мажор
- Dixit Dominus, До мажор
- Missa ultima in g (Венеция 1783)
- Messe in d (1751, к открытию Католической церкви Саксонского Королевского двора Дрезденского Кафедрального собора[нем.]
- Messe in a
- Miserere in d
- Miserere in F
- Miserere in c
- Regina coeli in D
- Requiem C-Dur (1763, на кончину Августа III)
- Requiem Es-Dur (1763/64, на кончину Фридриха Кристиана)
- Salve Regina in A
- Salve Regina in F
- Te Deum (1751, к открытию Католической церкви Саксонского Королевского двора)
- Venite pastores. Motetto pastorale

### Оперы, интермеццо
1. Antioco (1721, Брауншвейг)
2. Antonio e Cleopatra (1725, Неаполь)
3. Il Sesostrate (1726, Неаполь)
4. La Semele o sia La richiesta fatale (1726, Неаполь)
5. L’Astarto (1726 Неаполь)
6. Enea in Caonia (1727, Неаполь)
7. Gerone tiranno di Siracusa (1727, Неаполь)
8. Attalo, re di Bitinia (1728, Неаполь)
9. L’Ulderica (1729, Неаполь)
10. La sorella amante (1729, Неаполь)
11. Tigrane (1729, Неаполь)
12. Artaserse (1730, Венеция)
13. Dalisa (1730, Венеция)
14. Arminio (1730, Милан)
15. Ezio (1730, Неаполь)
16. Cleofide (1731, Дрезден)
17. Catone in Utica (1731, Турин)
18. Cajo Fabricio (1732, Рим)
19. Demetrio (1732, Венеция)
20. Euristeo (1732, Венеция)
21. Issipile (1732, Неаполь)
22. Siroe rè di Persia (1733, Болонья)
23. Sei tu, Lidippe, ò il sole (1734, Дрезден)
24. Senz’attender che di maggio (1734 Дрезден)
25. Tito Vespasiano, La clemenza di Tito (1735, Пезаро)
26. Senocrita (1737, Дрезден)
27. Atalanta (1737, Дрезден)
28. Asteria (1737, Дрезден)
29. Irene (1738, Дрезден)
30. Alfonso (1738, Дрезден)
31. Viriate (1739 Венеция)
32. Numa Pompilio (1741, Губертсбург)
33. Lucio Papirio (1742, Дрезден)
34. Asilio d’amore (1742, Неаполь)
35. Didone abbandonata (1742, Губертсбург)
36. Endimione (1743, Неаполь?)
37. Antigono (1743, ? Губертсбург)
38. Ipermestra (1744, Вена)
39. Semiramide riconosciuta (1744, Неаполь)
40. Arminio (1745, Дрезден)
41. La spartana generosa, ovvero Archidamia (1747, Дрезден)
42. Leucippo (1747, Губертсбург)
43. Demofoonte (1748, Дрезден)
44. Il natal di Giove (1749, Губертсбург)
45. Attilio Regolo (1750, Дрезден)
46. Ciro riconosciuto (1751, Дрезден)
47. Adriano in Siria (1752, Дрезден)
48. Solimano (1753, Дрезден)
49. L’eroe cinese (1753, Губертсбург)
50. Artemisia (1754, Дрезден)
51. Il rè pastore (1755, Губертсбург)
52. L’Olimpiade (1756, Дрезден)
53. Nitteti (1758, Венеция)
54. Il sogno di Scipione (1758, ? Варшава)
55. Achille in Sciro (1759, Неаполь)
56. Alcide al bivio (1760, Вена)
57. Zenobia (1761, Вена)
58. Il trionfo di Clelia (1762, Вена)
59. Egeria (1764, Вена)
60. Romolo ed Ersilia (1765, Инсбрук)
61. Partenope (1767, Вена)
62. Piramo e Tisbe (1768, Вена)
63. Il Ruggiero ovvero L’eroica grattitudine (1771, Милан)

### Кантаты

#### Кантаты с континуо
- Ah, per pietade almeno (сопрано и континуо)
- Appena affisi in due begl’occhi (сопрано и континуо)
- Aure leite intorna a Clori (альт и континуо)
- Bella, mi parto, o Dio (Fille mi parto o Dio) (альт и континуо)
- Cadro’, mai i Filistei (Sansone) (бас и континуо) спорное авторство, возможно А. Кальдара
- Care luci che splendete (сопрано и континуо)
- Caro padre (сопрано и континуо)
- Chieggio ai gigli ed alle rose (сопрано и континуо)
- Chi mi toglie (сопрано и континуо)
- Clori, mio ben, cor mio (сопрано и континуо)
- Credi, o caro, alla speranza (сопрано и континуо)
- Dalle tenebre orrende (Orfeo ed Euridice) (2 сопрано и континуо)
- Di chi ti lagni (сопрано и континуо)
- Ecco l’ora fatal (сопрано и континуо) 1745
- Fata forza (сопрано и континуо)
- Filli mia di vaghi fiori (альт и континуо)
- Gia il so verso l’occaso (сопрано и континуо)
- Infelice Amarilli, che pensi (сопрано и континуо)
- Irene, amata Irene, idolo mio (сопрано/альт и континуо)
- Lascia il fior, l’erbette e’l rio (сопрано и континуо) Лондон, 1751
- La tua rara belezza (альт и континуо)
- Long tems par une rigeur feinte (альт и континуо)
- L’ora fatal (сопрано и континуо)
- L’ori mio ben, cuor mio (сопрано и континуо)
- Lungi d’ogni amoroso aspro tormento (сопрано и континуо)
- Mirzia, gia l’aria intorno (сопрано и континуо)
- Oh Dio! partir conviene (альт и континуо) Лондон, 1751
- O numi eterni! Oh stelle (сопрано и континуо)
- O pace del mio cor (сопрано и континуо)
- Orgoglioso fiumicello (Inciampo) (сопрано/альт и континуо) текст П. Метастазио. Лондон, 1732
- Parto, mia Filli, и vero (сопрано и континуо)
- Perchе leggiadra Irene (сопрано и континуо)
- Povero fior di Clizia (сопрано и континуо) спорное авторство, возможно Н. Порпора
- Povero giglio, oh Dio (альт и континуо)
- Pur ti stringo in questo petto (сопрано и континуо) Лондон, 1751
- Se al ciglia l’usingiuro (сопрано и континуо)
- Tanto dunque и si reo (альт и континуо)
- Trа l’odorose piante (сопрано и континуо)
- Tutto amore, e tutto fede (сопрано и континуо)
- Va cogliendo, la mia Clori (сопрано и континуо) Лондон, 1751
- Veggio la vaga Fille (сопрано и континуо) текст Паоло Ролли
- Vieni dell’alma mia (сопрано и континуо)
- Vien la speranza (сопрано и континуо)

#### Кантаты с инструментами облигато
- Bell’aurora che d’intorno (сопрано/альт, скрипка и континуо)
- Clori, mia vita, tu che di questo cor (альт, 2 скрипки и континуо)
- Direi ma fosse pria di dirti (сопрано, 2 скрипки и континуо) (утеряна)
- E pur odo o non mor (сопрано, 2 скрипки и континуо)
- Fille, dolce mio bene (сопрано, флейта/скрипка и континуо)
- Ho fuggito Amor anch’io (сопрано, 2 скрипки и континуо) текст Паоло Ролли
- La fiamma che nel seno (сопрано/альт, флейта/скрипка и континуо)
- L’armonica (сопрано/альт, 2 скрипки, стеклянная гармоника и континуо)
- Mentre Clori la bella (сопрано, 2 флейты и континуо)
- Pallido il volto (сопрано, флейта/скрипка и континуо)
- Passa da pene in pene (альт, флейта/скрипка и континуо)
- Per palesarti appieno (сопрано, 2 блок флейты/флейта/скрипка и континуо) Лондон, 1751
- Pur deggio partire (сопрано, 2 скрипки и континуо)
- Quel vago seno, т Fille (сопрано, флейта и континуо)
- Se il cantor trace, oh Dio (альт, 2 скрипки и континуо)
- Solitudini campestre (сопрано, 2 скрипки и континуо) текст Паоло Ролли
- Vaga madre di cari diletti (Adone) (сопрано, 2 скрипки и континуо) текст Паоло Ролли

### Инструментальная музыка
- 6 трио сонат Опус 1 (1738 — Witvogel, Amsterdam) или Опус 2 (1739 — Walsh, Лондон)
- 12 концертов для флейты, струнных и генерал-баса Оп.3 (Лондон, 1741)
- 6 концертов для 2 скрипок, 2 гобоев и генерал-баса Оп.4 (Лондон, 1741)
- 6 соло для флейты или скрипки Оп.5 (Лондон, 1744)
- 6 симфоний для 4 струнных Оп. 5
- 6 сонат для клавесина Оп.7 (Лондон, 1758)
- 6 концертов для органа или клавесина (Лондон, 1741)
- Концерт для мандолины и квартета, (соль мажор)
- Концерт для виолончели и струнных, (ре мажор)
- 80 концертов для флейты
- 6 сонат или трио для 2 флейт или скрипок (Лондон, 1739)